# جيمس إي. فان زانت
جيمس إي. فـان زانت (بالإنجليزية: James E. Van Zandt)‏ هو ضابط وسياسي أمريكي، ولد في 18 ديسمبر 1898 بألتونا في الولايات المتحدة، وتوفي في 6 يناير 1986 بمقاطعة أرلنغتون في الولايات المتحدة. حزبياً، نشط في الحزب الجمهوري. وقد انتخب عضو مجلس النواب الأمريكي.